# Cyril Lixenberg
Shalom (Cyril) Lixenberg (Londen, 5 juli 1932 - Amsterdam, 10 januari 2015) was een Brits-Nederlandse beeldhouwer, tekenaar en graficus.

## Leven en werk
Lixenberg werd in Londen geboren en bezocht daar van 1950 tot 1953 de Central School of Arts and Crafts. In 1954 studeerde hij in Parijs aan de École nationale supérieure des beaux-arts. Hij vestigde zich in 1959 in Nederland en woont en werkt sindsdien in Amsterdam. In de jaren zestig kocht hij een tweede woning in het Friese Hitzum en werkte vanaf die tijd beurtelings in Amsterdam en in Friesland. Lixenberg heeft in Nederland en internationaal naam gemaakt als geometrisch-abstracte beeldhouwer en grafisch kunstenaar.
Lixenberg is de vader van de fotografe Dana Lixenberg.

## Werken (selectie)
- Constructie (1973), Grote Straat in Diepenheim
- Wandreliëf (1975), belastingkantoor in Drachten
- Constructie 3 (1978), Verzetsstrijderspark in Apeldoorn
- Getrapt vierkant, wandsculptuur in twee delen (1981), Vinkenstraat in Amsterdam (Centrum)
- Constructie i (1981), Noorderdreef in Almere
- Constructie ii (1981), Oorweg in Almere Haven
- Constructie I (1981), Apeldoornseweg in Zwolle
- Constructie II (1981), Park Gerenlanden in Zwolle
- Beelden op de dijk (1982/87)[4], diverse locaties in de provincie Flevoland, onder andere op de Ketelmeerdijk
- Wandreliëf (1984), Reinigings- en Vervoersdienst in Amersfoort
- Gescheurde schijf (1988), Emmen
- Circle zijdig (1988), Lange Straat in Klazienaveen
- Blauwe boog (1989), Baden Powellweg in Amsterdam (Nieuw-West)
- Open boek (1990), Nieuw-Vennep
- Signalerend object (1990), Schoenerstraat in Amsterdam (Noord)
- Land art project (1994), politiebureau Dalweg in Soest
- Zonder titel (1997), Park Rijnstroom in Alphen aan den Rijn
- Lixenberg Beeldenroute (1998), 26 sculpturen in Dronten[5]
- Zuil (2001), Stokkeland in Aalsmeer
- Object (2002), De Weel - Middelweg in Hoorn
- Steel Water (2007), Grand Rapids (Michigan)
- Amaranth (2007), Grand Valley State University Art Gallery in Allendale (Michigan)

## Fotogalerij

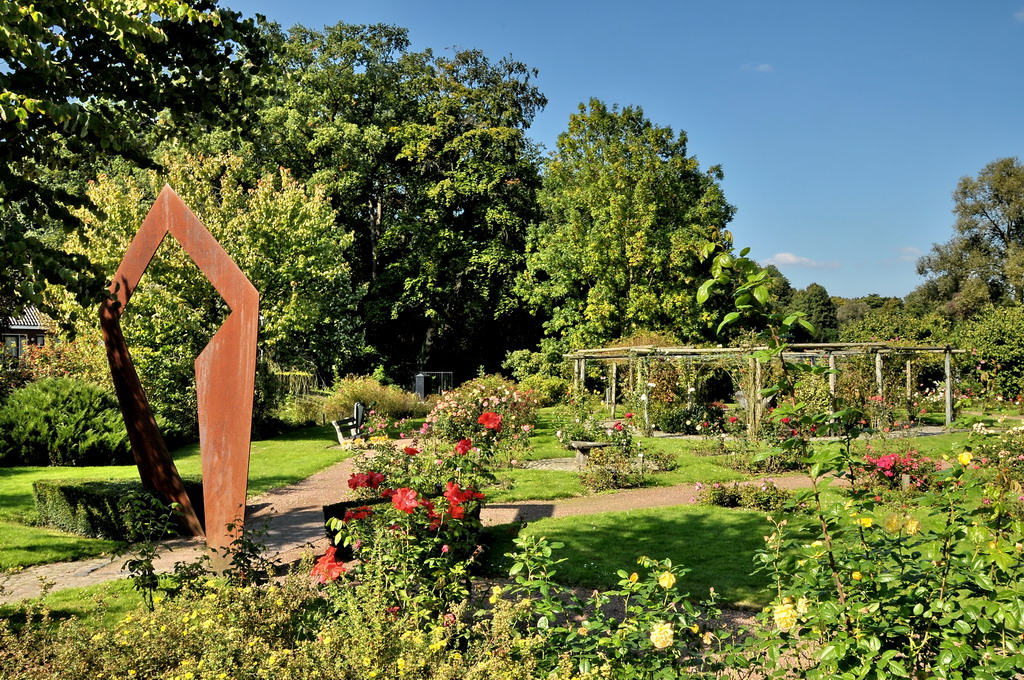
Constructie, Diepenheim
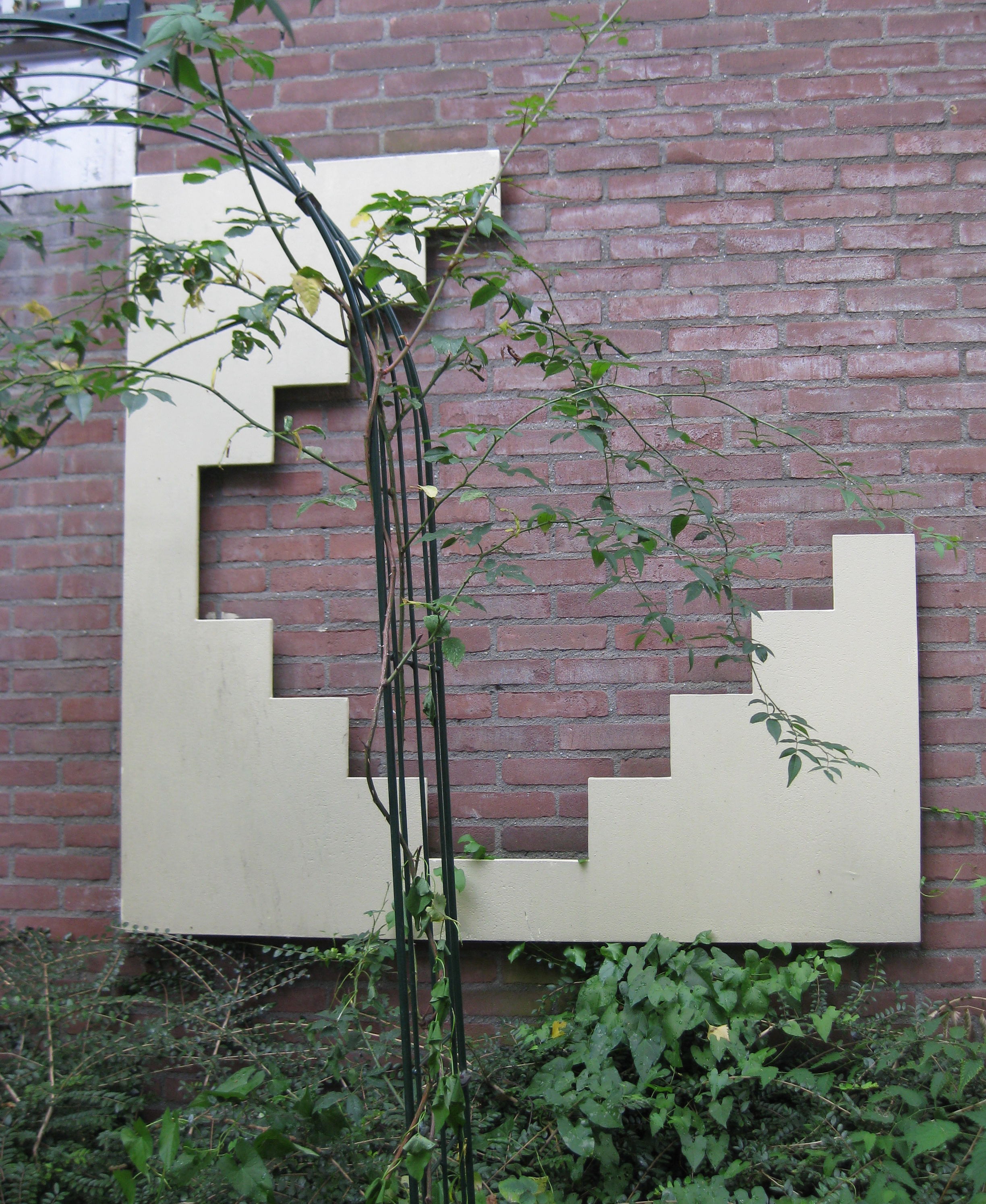
Wandsculptuur, Amsterdam
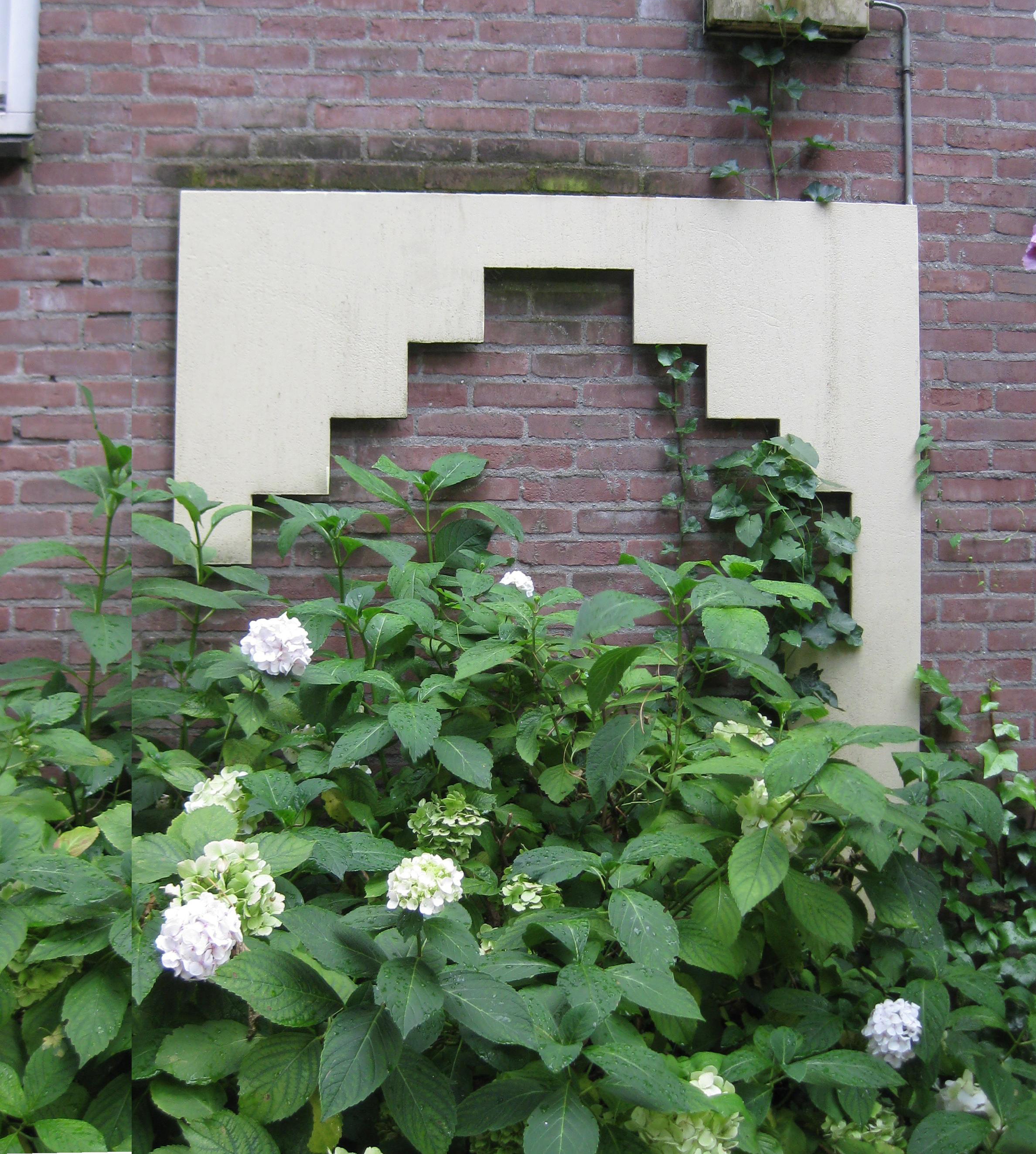
Wandsculptuur, Amsterdam
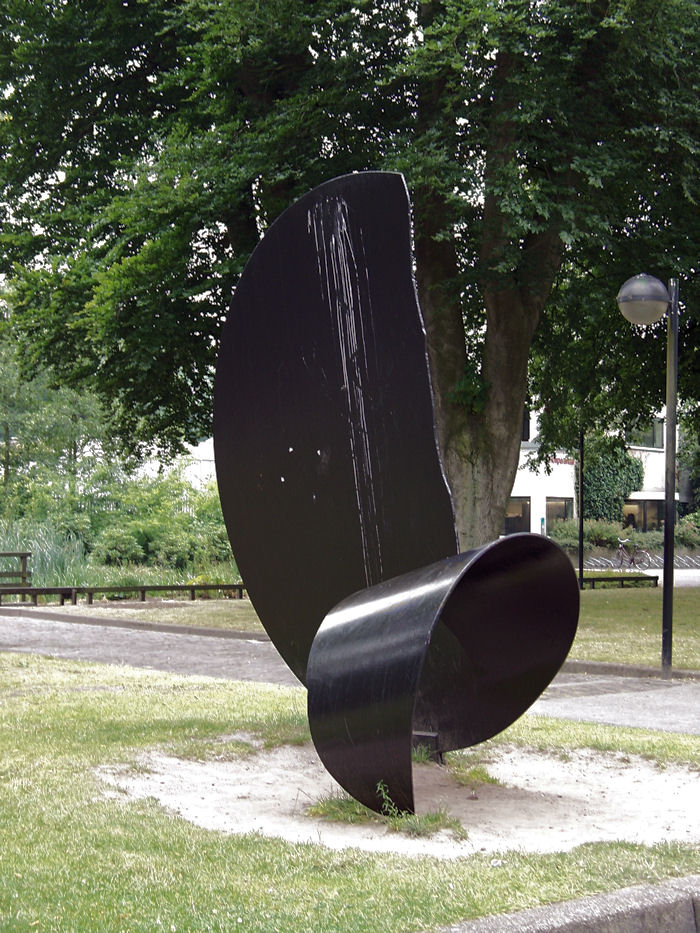
Gescheurde schijf, Emmen
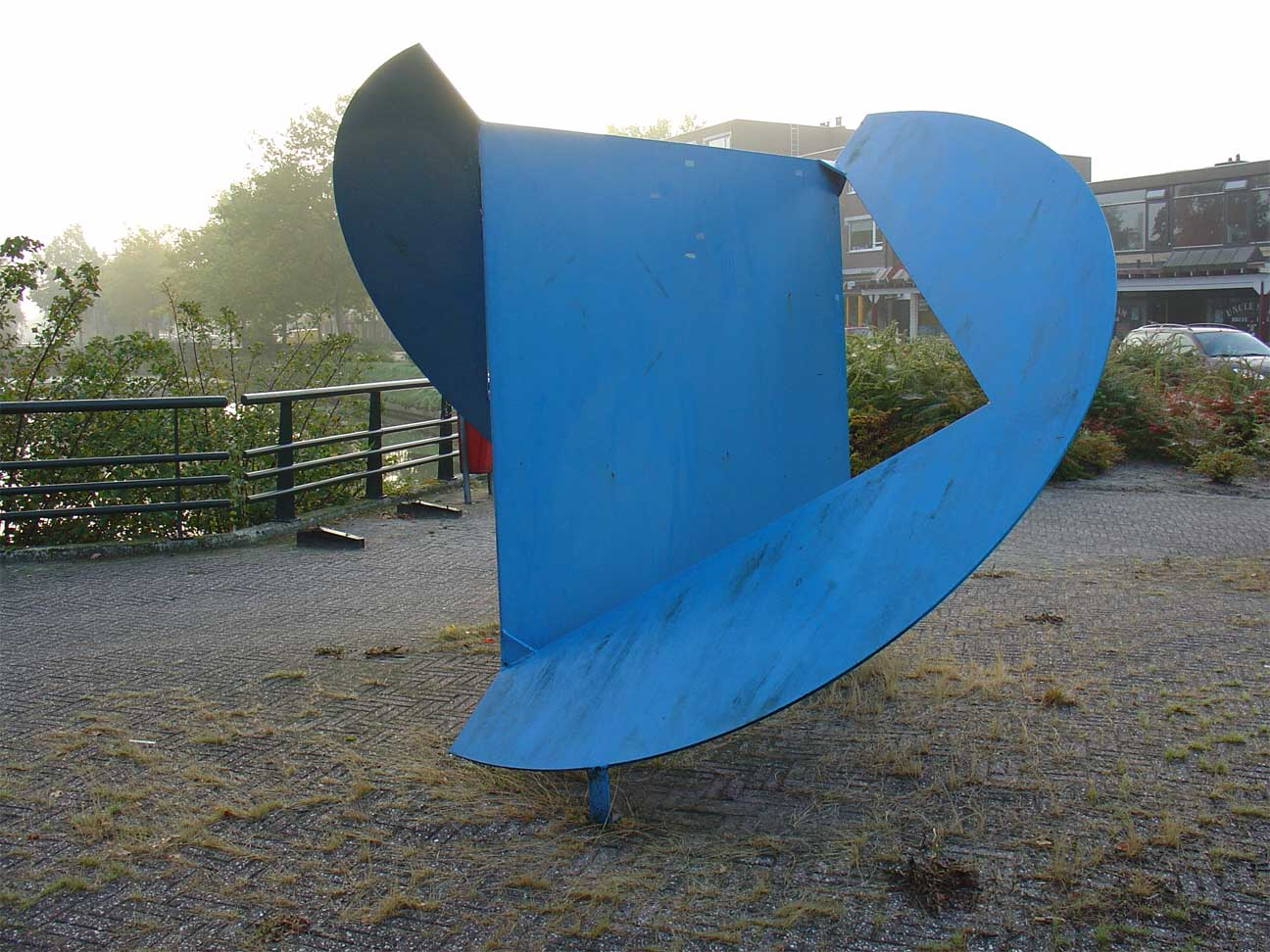
Circle zijdig, Klazienaveen
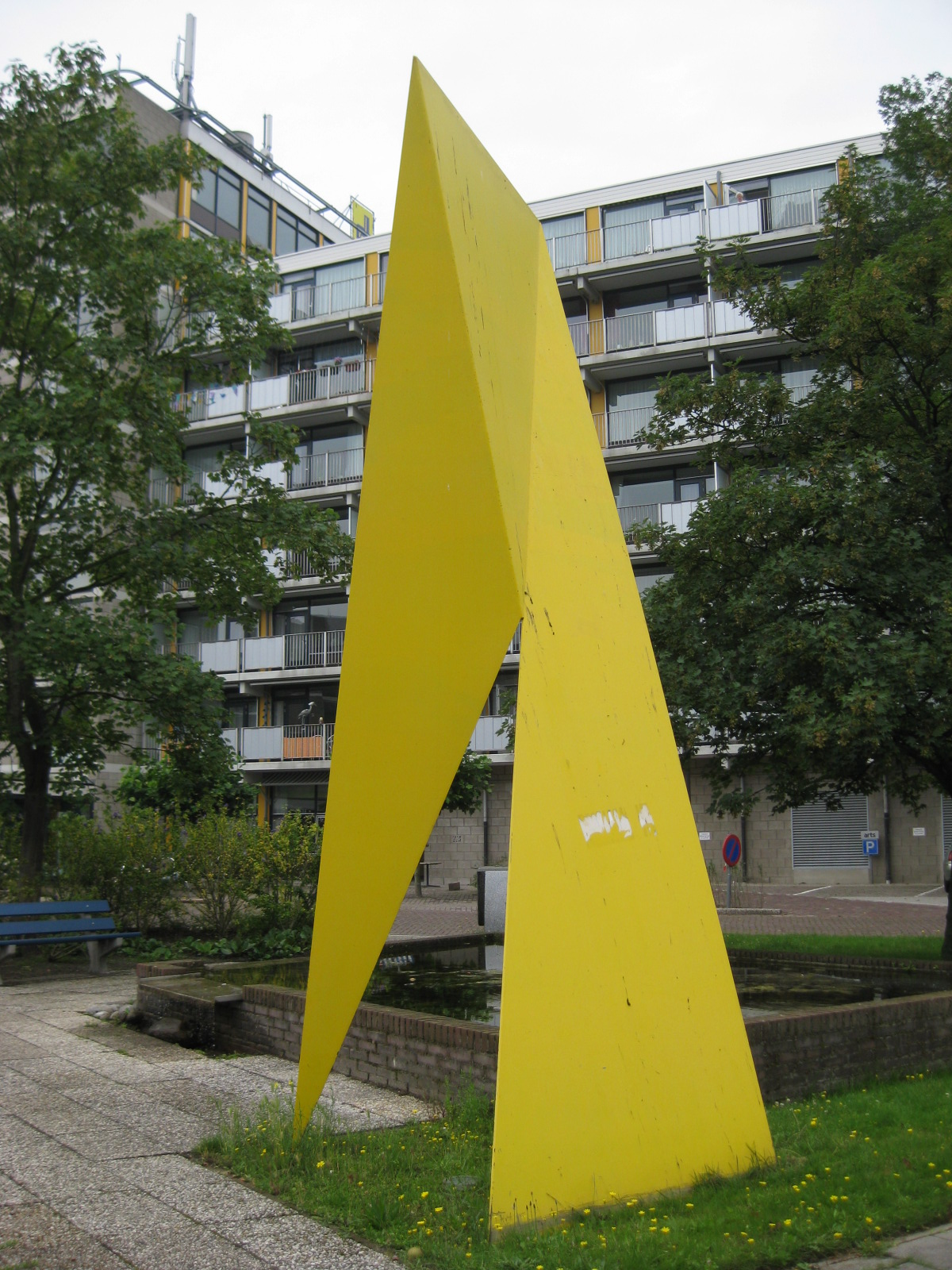
Signalerend Object, Amsterdam
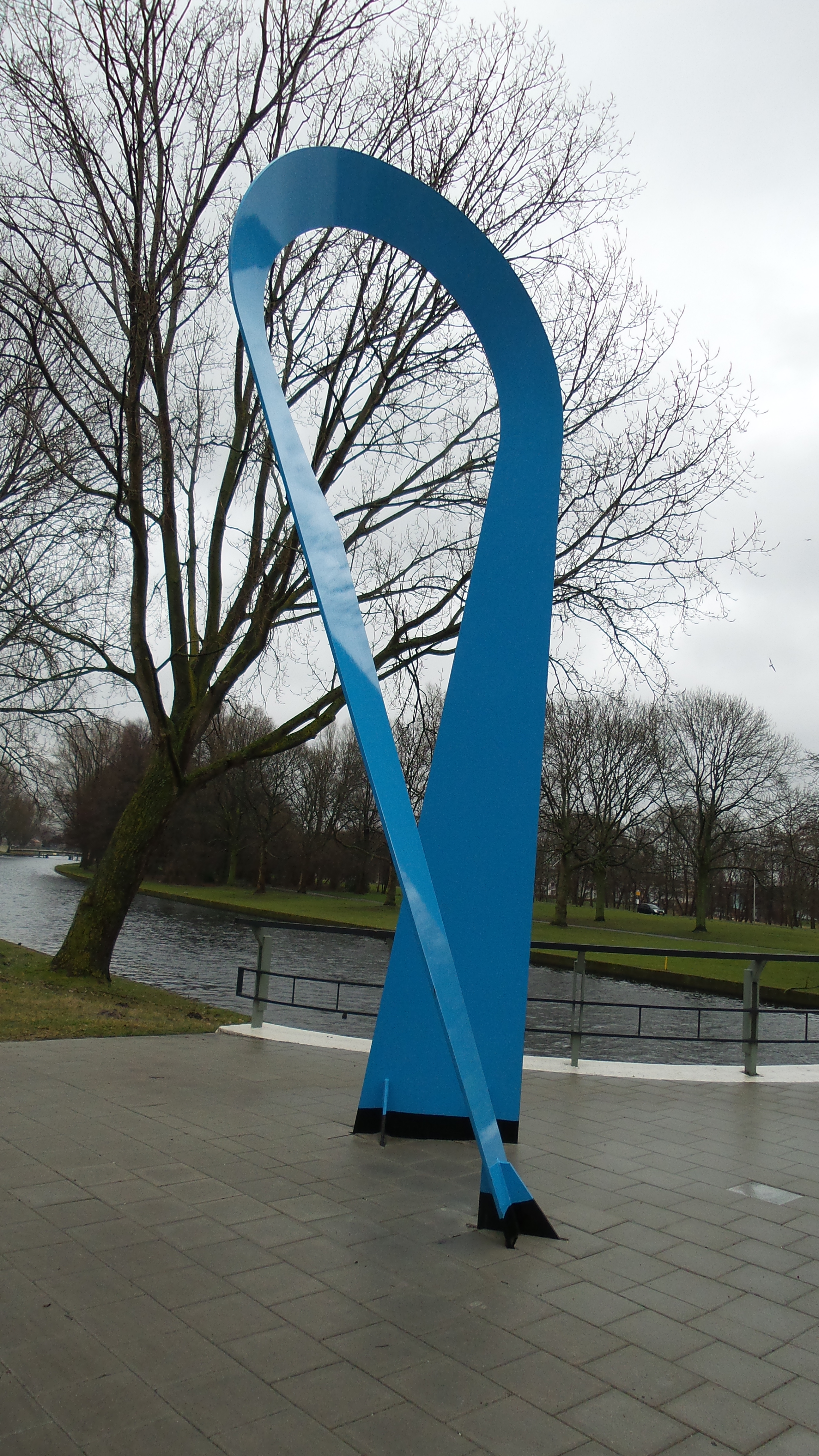
Blauwe boog, Amsterdam
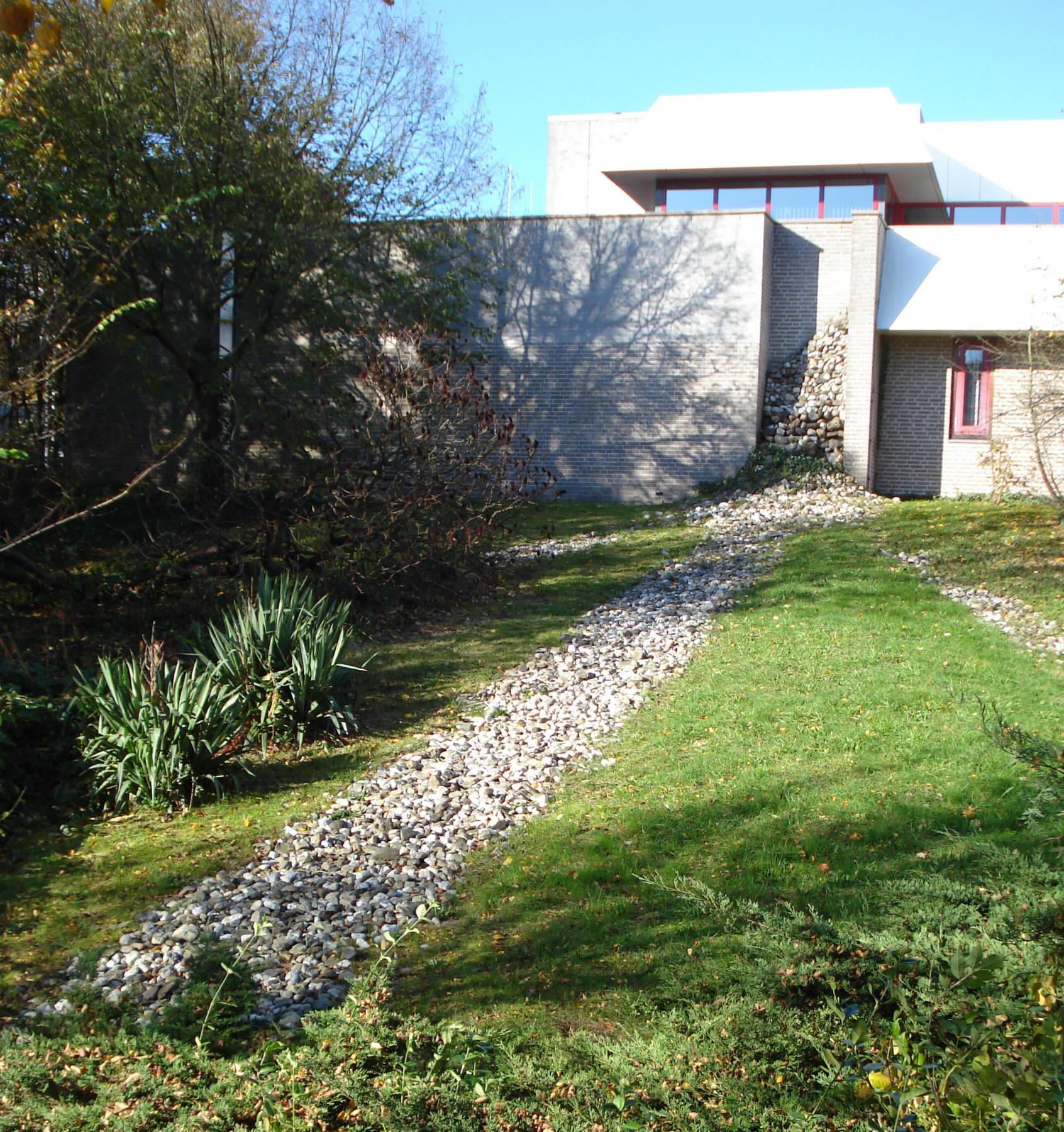
Land art project, Soest